# Sergio Bonelli Editore
Sergio Bonelli Editore  es una editorial italiana fundada en Milán en 1940 y especializada en historietas, cuyo mercado lidera con más de 500.000 de ventas mensuales (solo de las series regulares). Tex y Dylan Dog, sus dos cómics más populares, en 2014 vendían, respectivamente, 190.000 y 120.000 ejemplares de la serie regular.

## Trayectoria

### Orígenes

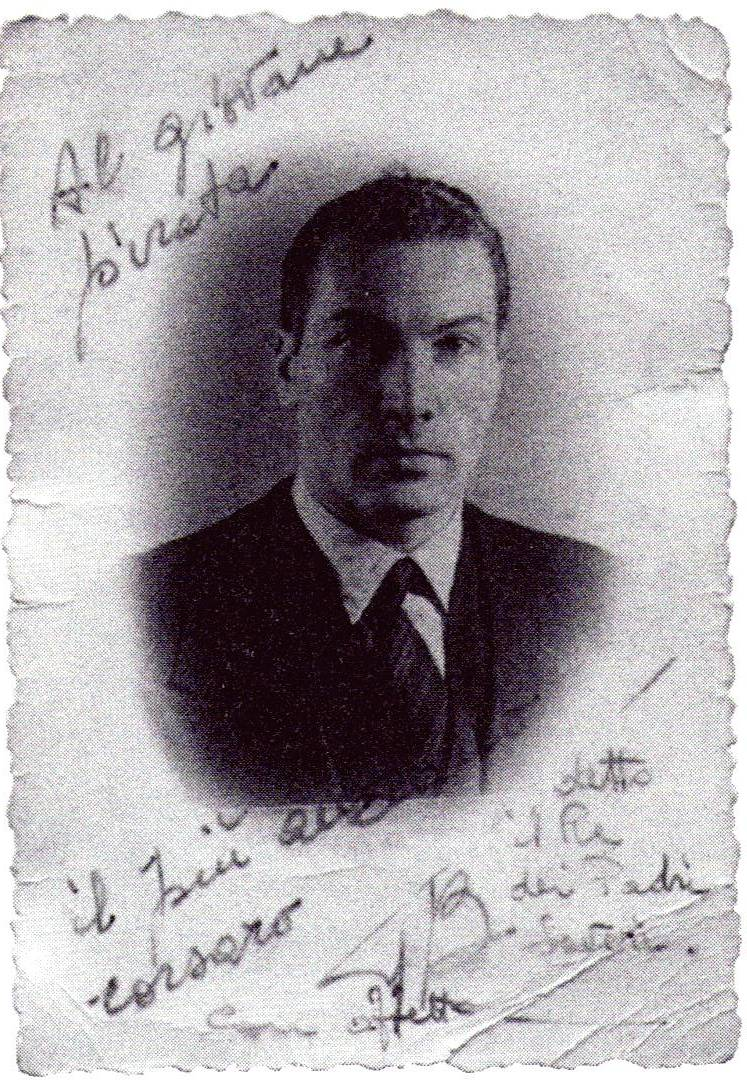
Gian Luigi Bonelli, renombrado historietista y fundador de la editorial Redazione Audace, de la que procede la actual Sergio Bonelli Editore.

La historia de la editorial se inició con la figura de Gian Luigi Bonelli, quien en 1940 relevó a Dante Traini en la cabecera L'Audace, fundando así Edizione Audace. El primer número de la nueva época es el 331, fechado el 18 de enero de 1941. Bonelli inmediatamente dio nueva fuerza a la revista, cambiando la fórmula periódica (que presentaba simultáneamente varias historias) por un álbum con una única historia autoconclusiva. El personaje emblemático de "L'Audace" era Furio Almirante, escrito por el mismo Bonelli y dibujado primero por Carlo Cossio y luego por su hermano Vittorio. El otro personajes de éxito será Capitán Fortuna de Rino Albertarelli, publicado en 1942 en una serie de suplementos. La serie principal estuvo acompañado entonces por Albo d'Oro Audace que fue editada desde marzo de 1943 a abril de 1944, con un total de trece números. L'Audace (que a partir de su número 385, correspondiente al 13 de febrero de 1942 había cambiado su nombre a Albo Audace) cerrará en 1944 con su número 467.

### Estabilización
Finalizada la Segunda Guerra Mundial, la revista fue recuperada entre agosto y septiembre de 1945 bajo la dirección de Tea Bonelli (nacida Bertasi), exesposa de Gian Luigi La nueva época se inició con la reedición de material producido durante la guerra como Furio y Capitán Fortuna. La sede de la editorial es la casa de la señora Tea, donde vive con su hijo Sergio, que comienza su aprendizaje con diferentes tareas, tales como recadero y almacenista. Pronto surge, sin embargo, la necesidad de publicar nuevo material, así que la editora se asegura la colaboración de autores importantes como Franco Baglioni, que en 1947 realizó Frisco Bill con dibujos de Guido Zamperoni, y de su exmarido Gian Luigi Bonelli, que hizo lo propio el mismo año con Ipnos dibujado por Gino Cossio, Paolo Piffarerio, Andrea Da Passano, Mario Uggeri y Roy D'Amy.

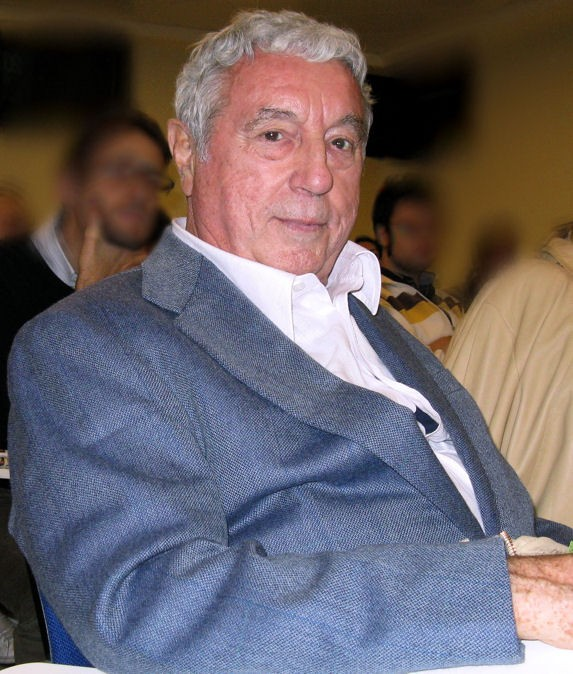
Sergio Bonelli en 2009. En 1957 reemplazó a su madre Tea Bertasi en la dirección de la editorial, papel que mantuvo hasta 2011.

En los siguientes años la editorial cambia varias veces de nombre (Edizioni Araldo,Cepim, Daim Press, Altamira) y adoptó un nuevo formato, que al estandarizarse se llamó "formato Bonelli": libros cuadrados, en blanco y negro, que presentan una larga historia que se extiende desde las 96 hasta las 300 páginas: una auténtica novela gráfica. Su producción se vuelve además particularmente floreciente, sucediéndose personajes siempre nuevos con sorprendente velocidad. Los personajes principales son Plutos (1949), I tre Bill (1952), Rio Kid, Il Cavaliere Nero y Yuma Kid (todos de 1953), El Kid (1955), Hondo (1956), Davy Crockett (1957) y Kociss (1958), todos escritos por Gian Luigi Bonelli, Mani in alto! (1950), Gordon Jim (1950) e Il Sergente York (1954), todos realizados por Roy D'Amy.
El primer auténtico éxito fue, empero, Tex, surgido en 1948 de la pluma de Gian Luigi Bonelli, quien a se encargará de él toda durante su vida, asociado al lápiz de Aurelio Galleppini. Aún hoy, es la historieta más duradera, vendida y popular en Italia.
En 1957, la dirección de la editorial quedó por fin en manos de Sergio Bonelli, ya activo como guionista (Un ragazzo nel Far West) con el seudónimo de Guido Nolitta. Otro éxito de los años cincuenta fue Il Piccolo Ranger, creado por Andrea Lavezzolo con el dibujo de Francesco Gamba. En 1961 fue estrenado Zagor, de Sergio Bonelli, una combinación del wéstern con otros géneros (aventuras, fantástico, ciencia ficción y horror).

### Nuevos rumbos
En 1975 apareció Mister No, un personaje adecuado al nuevo clima cultural: moderno y poco convencional, mezcla de héroe y antihéroe, poseía una distintiva vena antirretórica. La revista fue cerrada en 2006, después de más de 30 años de publicación ininterrumpida.
En 1977 la salida a la venta de Ken Parker (creado por Giancarlo Berardi e Ivo Milazzo) sometió a tensión, por primera vez, la división tradicional entre la crítica entre el cómic de autor y la serie de cómic. Gracias a la vocación artística de guiones y dibujos y a la novedad de su contenido, este wéstern atípico y original supuso una auténtica revolución en la historieta popular italiana. La serie cesó en 1984, debido a la dificultad de conciliar la calidad de la historia con las exigencias de la producción industrial, pero se reanudó en 1996.

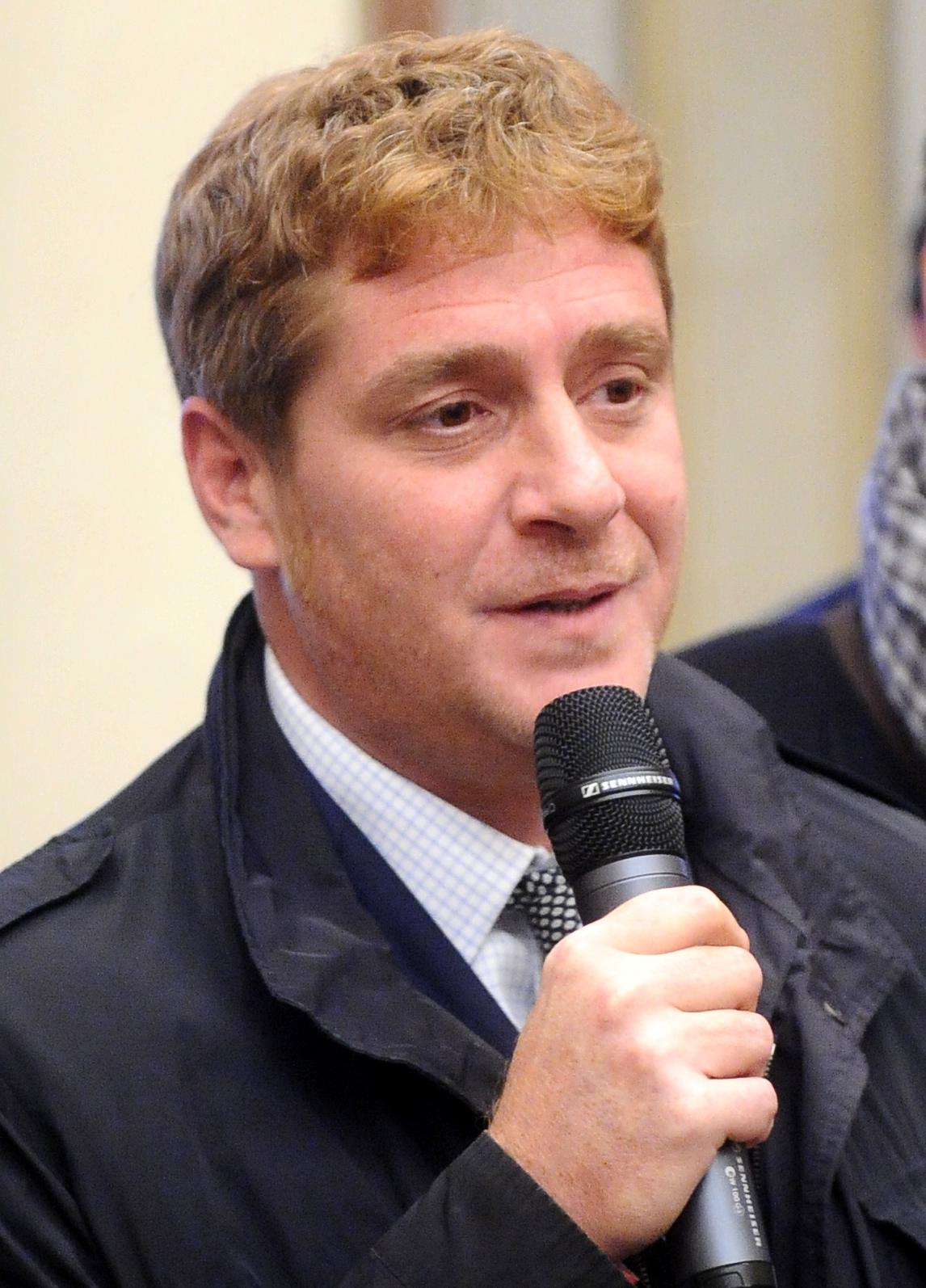
Davide Bonelli en 2015. Se convirtió en el director general de la editorial tras la muerte del padre Sergio, en 2011.

En 1982 nació Martin Mystère, marcando la transición entre las series clásicas de Bonelli (Tex, Zagor, Mister No) y las de la nueva época (Dylan Dog, Nick Raider, Nathan Never), tanto por la naturaleza de sus temas como por haber allanando el camino para nuevas iniciativas de la editorial.
En 1986, Tiziano Sclavi creó la serie italiana que más popularidad ha alcanzado durante las últimas décadas: Dylan Dog, un cómic de horror destinado a alcanzar por primera vez una tirada de 800.000 ejemplares al mes, gracias a un personaje muy original respecto a los antiguos héroes de Bonelli. Tras el éxito de Dylan Dog, muchos editores han comenzado a publicar cómics en el histórica formato Bonelli, 16 x 21 cm con alrededor de 100 páginas en blanco y negro. Los críticos etiquetan a estos álbumes con la palabra bonellide.
Desde mayo de 2005, con el lanzamiento de Brad Barron, se está experimentado con el formato de miniserie. Las miniseries bonellianas nacen con una duración determinada, por lo general breve, con la intención de sondear nuevos segmentos de mercado y buscar una nueva fidelización de los lectores, habituados a series virtualmente infinitas como Tex y Dylan Dog. En mayo del año siguiente, y visto el éxito de la primera serie breve, se prolonga el experimento con Demian, a la que en octubre de 2007 sigue Volto Nascosto
En junio de 2007, Bonelli planteó otra iniciativa innovadora con Dragonero: la novela gráfica Bonelli (Romanzi a fumetti Bonelli), con periodicidad anual, tapa dura y relatos autoconclusivos de ambientaciones y géneros diversos. El éxito obtenido por Dragonero (35.000 copias vendidas) llevó al editor a acelerar la salida de su segunda novela gráfica (Gli occhi e il buio), distribuida en los quioscos a finales de octubre de 2007.

## Publicaciones de Bonelli

### En curso
- Tex (desde septiembre de 1948)
- Zagor (desde junio de 1961)
- Martin Mystère (desde abril de 1982) y spin-off
- Dylan Dog (desde octubre de 1986)
- Nathan Never (desde abril de 1991) y spin-off
- Collana Almanacchi (desde julio de 1993)
- Brendon (desde junio de 1998)
- Julia - Las aventuras de una criminóloga (Julia - Le avventure di una criminologa) (desde octubre de 1998)
- Dampyr (desde abril de 2000)
- Romanzi a fumetti Bonelli (desde junio de 2007)
- Dragonero (desde junio de 2013) y spin-off
- Orfani (desde octubre de 2013)
- Morgan Lost (desde octubre de 2015)
- El comisario Ricciardi (desde noviembre de 2017)
- Tex Willer (desde noviembre de 2018)

#### SeriesAudace
- Senzanima (desde noviembre de 2017)
- Il Confine (desde noviembre de 2019)
- La Divina Congrega (desde noviembre de 2021)
- Nero (desde diciembre de 2021)
- Simulacri (desde noviembre de 2022)
- Eternity (desde noviembre de 2022)
- Mr. Evidence (desde noviembre de 2022)

### Concluidas

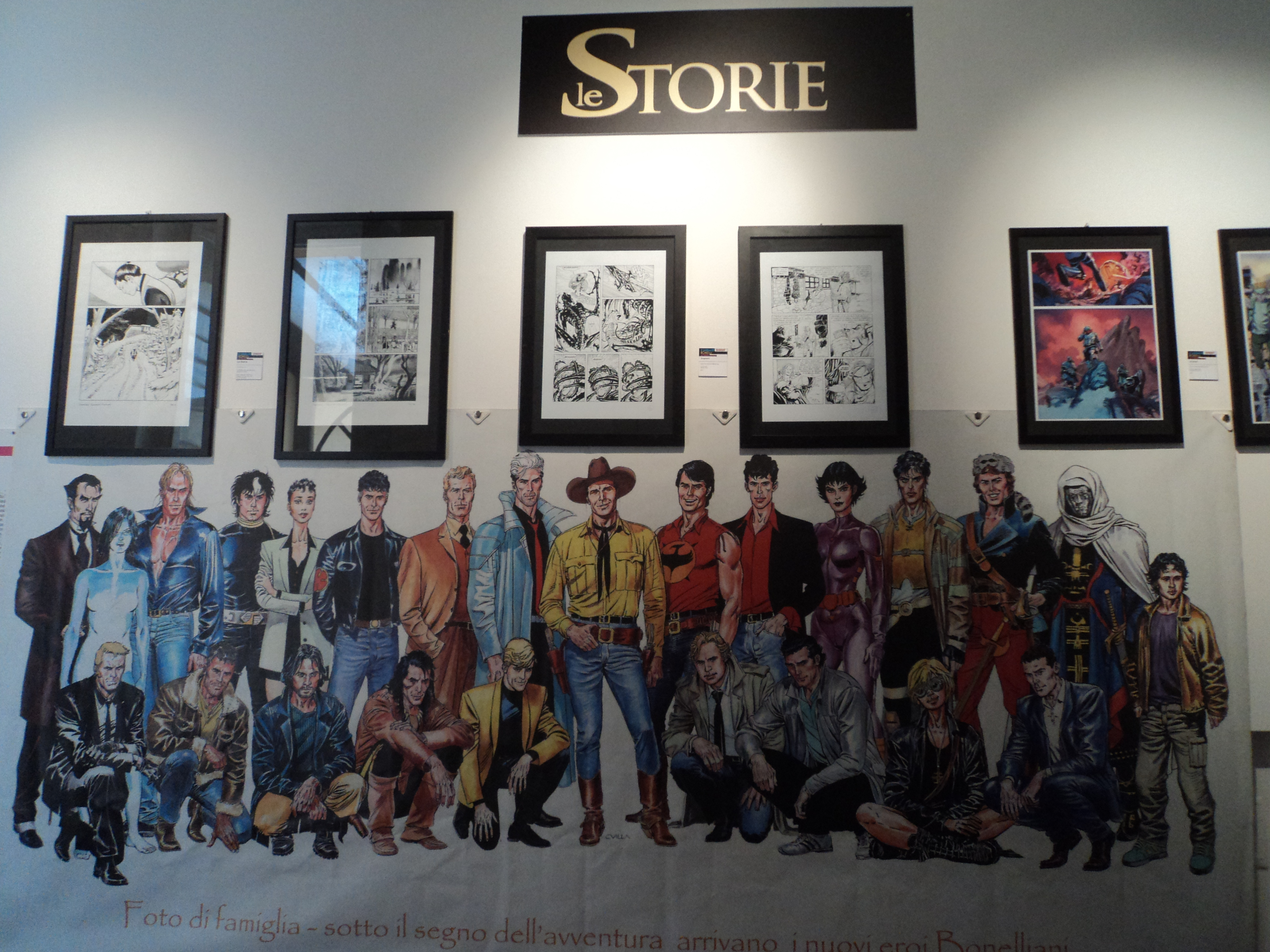
Personajes de Bonelli en la exposición "L'Audace Bonelli", ilustración de Claudio Villa.

#### Series
- L'Audace (enero de 1941 - febrero de 1944)
- Albo d'Oro Audace (febrero de 1943 - 1945)
- Audace (septiembre de 1945 - junio de 1948)
- Mani in alto! (abril de 1949 - julio de 1950)
- Collana Arco (abril de 1953 - abril de 1958)
- Il Cavaliere Nero (junio de 1953 - noviembre de 1954)
- Avventure del West (abril de 1954 - enero de 1960)
- Il Piccolo Ranger (mayo de 1954 - febrero de 1985)
- Un ragazzo nel Far West (septiembre de 1958 - diciembre de 1963)
- Alan Mistero (abril de 1965 - septiembre de 1965)
- Il Comandante Mark (septiembre de 1966 - enero de 1990)
- Historia del Oeste (Storia del West) (junio de 1967 - diciembre de 1980)
- I protagonisti (septiembre de 1974 - junio de 1975)
- Mister No (junio de 1975 - diciembre de 2006)
- Akim (junio de 1976 - mayo de 1980)
- Un uomo un'avventura (noviembre de 1976 - noviembre de 1980)
- Ken Parker (junio de 1977 - mayo de 1984; septiembre de 1994 - enero de 1998)
- Judas (septiembre de 1979 - diciembre de 1980)
- Gil (junio de 1982 - abril de 1983)
- Bella & Bronco (julio de 1984 - octubre de 1985)
- Nick Raider (junio de 1988 - enero de 2005)
- Zona X (mayo de 1992 - marzo de 1999)
- Legs Weaver (enero de 1995 - octubre de 2005) y spin-off
- I Grandi Comici del Fumetto (mayo de 1997 - mayo de 2000)
- Viento Mágico (Magico Vento) (mayo de 1997 - septiembre de 2010)
- Napoleone (septiembre de 1997 - julio de 2006)
- Jonathan Steele (abril de 1999 - julio de 2004)
- Gregory Hunter (marzo de 2001 - agosto de 2002)
- Leo Pulp (junio de 2001 - junio de 2007)
- Saguaro (mayo de 2012 - abril de 2015)
- Le Storie (octubre de 2012 - enero de 2021)
- Adam Wild (octubre de 2014 - noviembre de 2016)
- 4 Hoods (marzo de 2018 - agosto de 2018)
- Mercurio Loi (junio de 2017 - marzo de 2019)
- Creepy Past (noviembre de 2017 - octubre de 2018)
- Odessa (mayo de 2019 - abril de 2021)

#### Miniseries
- Gea (julio de 1999 - noviembre de 2007, 18 álbumes)
- Brad Barron (mayo de 2005 - octubre de 2006, 18 álbumes)
- Demian (marzo de 2006 - octubre de 2007, 18 álbumes)
- Volto Nascosto (octubre de 2007 - noviembre de 2008, 14 álbumes)
- Jan Dix (mayo de 2008 - julio de 2010, 14 álbumes)
- Lilith (noviembre de 2008 - junio de 2017, 18 álbumes)
- Caravan (junio de 2009 - mayo de 2010, 12 álbumes)
- Greystorm (octubre de 2009 - septiembre de 2010, 12 álbumes)
- Cassidy (mayo de 2010 - octubre de 2011, 18 álbumes)
- Shanghai Devil (octubre de 2011 - marzo de 2013, 18 álbumes)
- Lukas (mayo de 2012 - febrero de 2016, 24 álbumes)
- Coney Island (marzo de 2015 - mayo de 2015, 3 álbumes)
- Tropical Blues (junio de 2015 - agosto de 2015, 3 álbumes)
- Hellnoir (octubre de 2015 - enero de 2016, 4 álbumes)
- UT (abril de 2016 - septiembre de 2016, 6 álbumes)
- Martin Mystère – Le Nuove Avventure a Colori (octubre de 2016 - octubre de 2017, 12 álbumes)
- Dragonero Adventures (noviembre de 2017 - octubre de 2018, 12 álbumes)
- Magico Vento, il ritorno (julio de 2019 - octubre de 2019, 4 álbumes)
- Martin Mystère – Le Nuove Avventure a Colori, Seconda serie (octubre de 2019 - abril de 2020, 7 álbumes)
- Mister No - Le nuove avventure (julio de 2019 - agosto de 2020, 14 álbumes)
- Nick Raider - Le nuove indagini (noviembre de 2021 - agosto de 2022, 10 álbumes)
- Magico Vento - Guerre Apache (octubre de 2023 - diciembre de 2023, 3 álbumes)

#### SeriesAudace
- Deadwood Dick (julio de 2018 - enero de 2019)
- Cani sciolti (noviembre de 2018 - diciembre de 2019)
- Mister No Revolution (diciembre de 2018 - mayo de 2019)
- Darwin (junio de 2019 - enero de 2020)
- Attica (noviembre de 2019 - abril de 2020)
- K-11 (noviembre de 2019 - julio de 2021)

## Nombres de la editorial
La editorial ha cambiado de nombre varias veces a lo largo de su historia.
- Redazione Audace (1941 - 1946)
- Edizioni Audace (1946 - 1957)
- Edizioni Araldo (1957 - 1988)
- Editoriale CEPIM (1969 - 1988)
- Editoriale Daim Press (1974 - 1988)
- Altamira (1976 - 1980)
- Edizioni L'Isola Trovata (1982 - 1988)
- Sergio Bonelli Editore (1988 - presente)